# Breithorn (Steinernes Meer)
Breithorn är ett berg i Österrike. Det ligger i distriktet Zell am See och förbundslandet Salzburg, i den centrala delen av landet. Toppen på Breithorn är 2 504 meter över havet. Vägen upp till toppen rekommenderas av Deutscher Alpenverein inte för nybörjare i bergsklättring.
Trakten runt Breithorn består i huvudsak av kala bergstoppar och gräsmarker.